# Peyrade (Balzac)
Pour les articles homonymes, voir Peyrade.
Peyrade est un personnage de La Comédie humaine d'Honoré de Balzac. Né en 1758, issu de petite noblesse, il possède le petit domaine de Canquoëlle (d'où son surnom qui est aussi son nom de guerre dans Splendeurs et misères des courtisanes).
En 1772, il quitte Avignon pour Paris où il est rapidement admis, en 1776, parmi les fonctionnaires de police les plus fiables, malgré une vie personnelle désordonnée, voire débauchée, car il possède le génie de l'espionnage. On lui confie sous Louis XVIII le ministère de la police. Mais il tombe en disgrâce sous Charles X.
Ses histoires avec des femmes entravent sa carrière. En 1804, il tombe amoureux de Valentine Ridal, qu'il épouse en 1806. Il est vite poussé par sa femme à des actions frauduleuses, arrêté, incarcéré, au grand soulagement de Valentine qui peut enfin demander le divorce.
Joseph Fouché lui fait confiance dans Une ténébreuse affaire où, avec son adjoint Corentin, il se charge d'orchestrer l'enlèvement fictif du sénateur Malin de Gondreville. Il est alors âgé de quarante-cinq ans. Mais il est emprisonné à la prison de La Force, en 1809, par ordre de Napoléon Bonaparte.
En 1816, grâce à lui, on découvre un complot bonapartiste dans lequel Félix Gaudissart est censé avoir trempé, mais dont il est disculpé grâce à l'action de Jean-Jules Popinot.
À sa sortie de prison, Peyrade habite rue des Moineaux.

## DansSplendeurs et misères des courtisanes
En 1827, dans Splendeurs et misères des courtisanes, il vit avec sa fille Lydie. Seul Corentin lui est resté fidèle et lui trouve un emploi au mont-de-piété. Corentin continue d'ailleurs à l'utiliser comme espion contre Vautrin et Lucien de Rubempré. Peyrade se cache alors sous le nom de père Canquoëlle, inoffensif vieillard qui hante une taverne : le café David.
En 1829, dans  Splendeurs et misères des courtisanes, il espère obtenir le poste de Contenson. Frédéric de Nucingen fait d'ailleurs appel à lui pour une mission. Mais il est durement réprimandé par le préfet de police, qui l'accuse de se mêler de la vie privée de Lucien de Rubempré, sur plainte de Monsieur de Sérisy.
Peyrade possède l'art du transformisme comme son adversaire Vautrin et il se fait passer pour un lord accompagné de son mulâtre sur les Champs-Élysées, espionnant une conversation entre madame du Val-Noble et Esther Gobseck. Dans la deuxième partie de Splendeurs et misères des courtisanes, en 1830, il devient l'amant de madame du Val-Noble, mais Corentin vient lui apprendre une terrible nouvelle : sa fille Lydie a été enlevée, sur ordre de Carlos Herrera, alias Vautrin. Lydie est enfermée pendant dix jours et violée.
À la fin de ce délai, invité par madame du Val-Noble à un grand dîner où il convie également Frédéric de Nucingen, Peyrade avale une cerise empoisonnée fournie par Paccard, un des fidèles serviteurs de Vautrin. Il meurt en revoyant Lydie, devenue folle, qu'Horace Bianchon fait soigner à Charenton.